# لوساكا ديناموز
نادي لوساكا ديناموز لكرة القدم هو نادي كرة قدم زامبي مقره في لوساكا. يلعب النادي في دوري الدرجة الأولى في اتحاد كرة القدم في زامبيا، والذي يُطلق عليه اسم دوري زامبيا الممتاز.

## التاريخ
تم تشكيل النادي في عام 1979 من قبل حنيف آدم الذي كان دي جي مشهورًا في النوادي الليلية في لوساكا، وكان أيضًا لاعبًا بدوام جزئي في النادي، والذي تطور ببطء إلى لاعب يركز على منح الشباب من المجتمعات المختلفة الفرص، ثم بيعها لاحقًا.
لم يفز النادي بعد بلقب الدوري حيث كان أفضل مركز له هو الخامس في عام 2017 بينما فاز النادي بكأسه الأول والوحيد في بطولة كأس زامبيا لعام 2008 بعد فوزه على زيسكو يونايتد 1-0 في النهائي.

## إنجازات
- كأس التحدي الزامبي : 1

2008